# كارل بيرغ (كاهن كاثوليكي)
كارل بيرغ (بالألمانية: Karl Berg)‏ هو كاهن كاثوليكي نمساوي، ولد في 1908 في Radstadt ‏ في النمسا، وتوفي في 1997 في Mattsee ‏ في النمسا.

## وصلات خارجية
- كارل بيرغ على موقع مونزينجر (الألمانية)